# Кинтано, Альберто
Альбе́рто Гилье́рмо Кинта́но Ральф (исп. Alberto Guillermo Quintano Ralph; 26 апреля 1946, Сантьяго) — чилийский футболист, защитник. Участник чемпионата мира 1974, где принял участие во всех трёх матчах сборной Чили. Является рекордсменом «Универсидад де Чили» по количеству проведённых матчей в Кубке Либертадорес (34 матча).

## Карьера

### Клубная
Начал свою карьеру в 1965 году в составе «Универсидад де Чили», сразу попав в команду, которую тогда называли «Синий балет» (исп. Ballet Azul). В составе «Универсидад де Чили» Кинтано стал 3-кратным чемпионом Чили. В середине 1971 года уехал в Мексику, где на протяжении 6 сезонов защищал цвета клуба «Крус Асуль». В «Крус Асуле» Кинтано образовал связку защитников с Хавьером Гусманом. В составе мексиканского клуба Кинтано выиграл 3 чемпионата Мексики и Кубок чемпионов КОНКАКАФ 1971. В 1977 году Кинтано вернулся в «Универсидад де Чили», где выиграл Кубок Чили. В 1981 году Кинтано перешёл в «Универсидад Католика», а в 1982 в «Магальянес», где и закончил свою футбольную карьеру.

### В сборной
В сборной Чили Альберто Кинтано дебютировал 19 сентября 1967 года в товарищеском матче со сборной Бразилии, завершившимся со счётом 0:1. В составе сборной Кинтано принял участие в чемпионате мира 1974 года и Кубке Америки 1979 года, на котором чилийская сборная добралась до финала. На чемпионате мира 1974 года Кинтано образовал мощную связку защитников с Элиасом Фигероа. Свой последний матч за сборную Кинтано сыграл на Кубке Америки 1979 года против сборной Парагвая 28 ноября 1979 года, тот матч чилийцы проиграли со счётом 0:3. Всего же за сборную Кинтано сыграл 47 официальных матчей.
| №  | Дата             | Соперник  | Счёт | Голы | Турнир                    |
| 1  | 19 сентября 1967 | Бразилия  | 0:1  | -    | Товарищеский матч         |
| 2  | 8 ноября 1967    | Аргентина | 3:1  | -    | Товарищеский матч         |
| 3  | 13 декабря 1967  | Венгрии   | 4:5  | -    | Товарищеский матч         |
| 4  | 16 декабря 1967  | СССР      | 1:4  | -    | Товарищеский матч         |
| 5  | 18 августа 1968  | Перу      | 2:1  | -    | Тихоокеанский Кубок       |
| 6  | 22 августа 1968  | Перу      | 0:0  | -    | Тихоокеанский Кубок       |
| 7  | 23 октября 1968  | Мексика   | 3:1  | -    | Товарищеский матч         |
| 8  | 28 мая 1969      | Аргентина | 1:1  | -    | Товарищеский матч         |
| 9  | 5 июня 1969      | Колумбия  | 3:3  | -    | Товарищеский матч         |
| 10 | 8 июня 1969      | Парагвай  | 1:0  | -    | Товарищеский матч         |
| 11 | 11 июня 1969     | Аргентина | 1:2  | -    | Товарищеский матч         |
| 12 | 22 июня 1969     | ГДР       | 1:0  | -    | Товарищеский матч         |
| 13 | 25 июня 1969     | ГДР       | 1:2  | -    | Товарищеский матч         |
| 14 | 6 июля 1969      | Парагвай  | 0:0  | -    | Товарищеский матч         |
| 15 | 13 июля 1969     | Уругвай   | 0:0  | -    | Отборочный матч к ЧМ 1970 |
| 16 | 27 июля 1969     | Эквадор   | 4:0  | -    | Отборочный матч к ЧМ 1970 |
| 17 | 3 августа 1969   | Эквадор   | 1:1  | -    | Отборочный матч к ЧМ 1970 |
| 18 | 10 августа 1969  | Уругвай   | 0:2  | -    | Отборочный матч к ЧМ 1970 |
| 19 | 4 октября 1970   | Бразилия  | 1:5  | -    | Товарищеский матч         |
| 20 | 14 июля 1971     | Парагвай  | 3:2  | -    | Товарищеский матч         |
| 21 | 21 июля 1971     | Аргентина | 2:2  | -    | Товарищеский матч         |
| 22 | 4 августа 1971   | Аргентина | 0:1  | -    | Товарищеский матч         |
| 23 | 8 августа 1971   | Парагвай  | 0:2  | -    | Товарищеский матч         |
| 24 | 11 августа 1971  | Перу      | 0:1  | -    | Товарищеский матч         |
| 25 | 15 августа 1971  | Боливия   | 4:3  | -    | Товарищеский матч         |
| 26 | 18 августа 1971  | Перу      | 1:0  | -    | Товарищеский матч         |
| 27 | 27 октября 1971  | Уругвай   | 0:3  | -    | Кубок Хуана Пинто Дурана  |
| 28 | 3 ноября 1971    | Уругвай   | 5:0  | -    | Кубок Хуана Пинто Дурана  |
| 29 | 29 апреля 1973   | Перу      | 0:2  | -    | Отборочный матч к ЧМ 1974 |
| 30 | 13 мая 1973      | Перу      | 2:0  | -    | Отборочный матч к ЧМ 1974 |
| 31 | 5 августа 1973   | Перу      | 2:1  | -    | Отборочный матч к ЧМ 1974 |
| 32 | 26 сентября 1973 | СССР      | 0:0  | -    | Отборочный матч к ЧМ 1974 |
| 33 | 14 июня 1974     | ФРГ       | 0:1  | -    | Чемпионат мира 1974       |
| 34 | 18 июня 1974     | ГДР       | 1:1  | -    | Чемпионат мира 1974       |
| 35 | 22 июня 1974     | Австралия | 0:0  | -    | Чемпионат мира 1974       |
| 36 | 26 января 1977   | Парагвай  | 4:0  | -    | Товарищеский матч         |
| 37 | 30 января 1977   | Уругвай   | 0:3  | -    | Кубок Хуана Пинто Дурана  |
| 38 | 2 февраля 1977   | Парагвай  | 0:2  | -    | Товарищеский матч         |
| 39 | 27 февраля 1977  | Эквадор   | 1:0  | -    | Отборочный матч к ЧМ 1978 |
| 40 | 6 марта 1977     | Перу      | 1:1  | -    | Отборочный матч к ЧМ 1978 |
| 41 | 20 марта 1977    | Эквадор   | 3:0  | -    | Отборочный матч к ЧМ 1978 |
| 42 | 26 марта 1977    | Перу      | 0:2  | -    | Отборочный матч к ЧМ 1978 |
| 43 | 15 июня 1977     | Шотландия | 2:4  | -    | Товарищеский матч         |
| 44 | 13 июня 1979     | Эквадор   | 0:0  | -    | Товарищеский матч         |
| 45 | 21 июня 1979     | Эквадор   | 1:2  | -    | Товарищеский матч         |
| 46 | 15 августа 1979  | Колумбия  | 0:1  | -    | Кубок Америки 1979        |
| 47 | 28 ноября 1979   | Парагвай  | 0:3  | -    | Кубок Америки 1979        |

Итого: 47 матчей; 15 побед, 12 ничьих, 20 поражений.

## Достижения

### Командные
Сборная Чили
- Серебряный призёр Кубка Америки: 1979
- Обладатель Тихоокеанского Кубка: 1968
- Обладатель Кубка Хуана Пинто Дурана: 1971

«Универсидад де Чили»
- Чемпион Чили (3): 1965, 1967, 1969
- Серебряный призёр чемпионата Чили (2): 1971, 1980
- Бронзовый призёр чемпионата Чили (2): 1968, 1970
- Обладатель Кубка Чили: 1979

«Крус Асуль»
- Чемпион Мексики (3): 1972, 1973, 1974
- Обладатель Кубка чемпионов КОНКАКАФ: 1971

### Личные
- Номинант на звание лучшего футболиста Южной Америки: 1973